# 콜린 클리퍼드
콜린 클리퍼드(Colleen Clifford, 1898년 11월 17일 ~ 1996년 4월 7일)는 영국의 배우이다.
톤턴에서 태어났으며 시드니에서 사망하였다.

## 출연 작품
- 디스 원트 허트 어 빗 (1993년)
- 프로즈 (1993년)
- 사랑하기엔 아직 일러요 (1987년)
- 코카콜라 키드 (1985년)

### 텔레비전
- 프리즈너 (1979, Prisoner) - 에디 훠턴 역